# Cittura cyanotis
El martín cazador de Célebes (Cittura cyanotis) es una especie de ave coraciforme de la familia Halcyonidae endémica de Célebes y las pequeñas islas circundantes como las Sangihe, Togian y Banggai. Es la única especie del género Cittura.

## Descripción

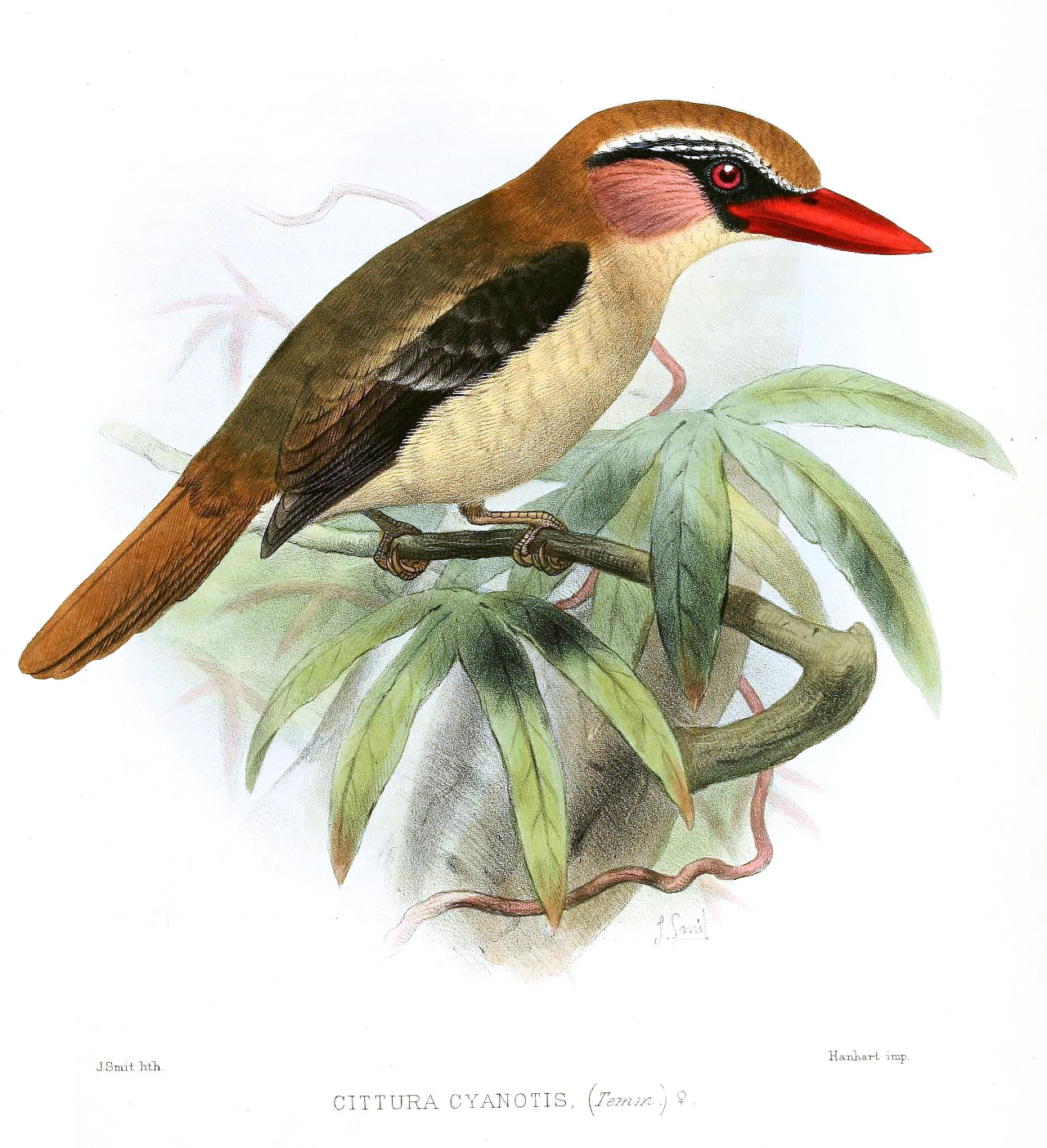
Ilustración de una hembra, 1876.

El martín cazador de Célebes mide unos 28 cm de largo. Tiene la forma típica de los miembros de su familia, con cola corta y pico largo. El macho adulto de la subespecie nominal, C. c. cyanotis, tiene el píleo pardo, y la espalda y cola castaño rojizas. Presenta una amplia franja azul que atraviesa sus ojos, separada del píleo por una lista supericiliar blanca, y las rígidas coberteras auriculares de color lila. Sus partes inferiores son blancas y sus alas azules, separadas por una línea blanca de la espalda castaña. Su pico es rojo y aplanado. En vuelo pueden observarse su parte inferior blanca con una mancha blanca a la altura de las muñecas.
La hembra tiene la franja ocular y las coberteras superiores de las alas negras, en lugar de azules, y su lista superciliar es negra con motas blancas. Los juveniles se parecen a los adultos pero con tonos más apagados y parduzcos y su pico es pardo grisáceo. 
Hay tres subespecies:
- C. c. cyanotis, del norte de Célebes;
- C. c. modesta, en el este y sur de Célebes. Esta subespecie no es reconocida por todos los taxónomos, tiene las coberteras auriculares menos rígidas que la nominal cyanotis. Estas plumas son de color lila en el macho y rufas en las hembras. La garganta es lila rojizo en ambos sexos.
- C. c. sanghirensis, en las islas Sangihe. Esta subespecie es considerablemente más grande y con el pico más largo que la nominal. Tiene partes superiores más rojizas y brillantes, su frente y lista ocular es negra, y tiene de color lila no solo las coberteras auriculares sino también la garganta y parte superior del pecho.

Su canto es un rápido ku-ku-ku-ku.

## Comportamiento
El martín cazador de Célebes se encuentra tanto en selvas de tierras bajas como en los bosques montanos hasta los 1000 m de altitud. 
Suele cazar permaneciendo inmóvil en las ramas esperando a sus presas, principalmente insectos, que pasan por el suelo.

## Estado de conservación
Esta especie tiene un área de distribución restringida y bastante fragmentada, es poco frecuente y no se tienen registros de ella en el sur de Célebes. La deforestación de las selvas que se ha producido de forma extensa en las últimas décadas ha disminuido mucho su hábitat, implicando que esté catalogada como especie casi amenazada.